# Cantone di Saraguro
Il cantone di Saraguro è un cantone dell'Ecuador che si trova nella provincia di Loja.
Il capoluogo del cantone è Saraguro.
Prende il nome dalla popolazione dei Saraguro.